# Sępólno Krajeńskie
Sępólno Krajeńskie je město v Polsku v Kujavsko-pomořském vojvodství, sídelní město okresu Sępólno. Je centrem městsko-vesnické gminy Sępólno Krajeńskie. V roce 2021 zde žilo 8 951 obyvatel.